# Gopinath Bordoloi
Gopinath Bordoloi, född 6 juni 1890, död 5 augusti 1950, var en indisk politiker och Assams förste chefsminister (Chief Minister) efter Indiens självständighet. Han emottog Bharat Ratna postumt år 1999.